# Snoqualmie Pass
Lo Snoqualmie Pass è un passo di montagna che porta la Interstate 90 (I-90) attraverso la Catena delle Cascate nello Stato di Washington. La cima del passo si trova ad un'altitudine di 3.015 piedi (919 m), sulla linea di confine tra la contea di Kittitas e la contea di King.
Lo Snoqualmie Pass ha la più bassa altitudine delle tre rotte di montagna est-ovest attraverso lo Stato di Washington che sono mantenute aperte tutto l'anno, insieme al Stevens Pass (US 2) a nord e al White Pass (US 12) a sud. La I-90 è l'arteria commerciale principale tra Seattle e punti ad est, con una media di 29.000 veicoli attraverso il passo al giorno. La I-90 è l'unica autostrada divisa che attraversa est-ovest attraverso lo stato.
Il passo presta il suo nome a un census-designated place (CDP) situato in cima (vedi: Snoqualmie Pass, Washington). Sia il CDP che lo Snoqualmie Pass prendono il nome dalla tribù degli Snoqualmie della valle a ovest.